# Julio Enciso
Julio César Enciso Espínola (* 23. ledna 2004 Caaguazú) je paraguayský profesionální fotbalista, který hraje na pozici útočníka či ofensivního záložníka za anglický klub Brighton & Hove Albion FC a za paraguayský národní tým.

## Klubová kariéra

### Club Libertad
Enciso začal hrát fotbal v místním paraguayském klubu v Caaguazú. Ve dvanácti letech ho angažoval Club Libertad. Enciso debutoval v A-týmu 17. března 2019 ve věku 15 let při domácím vítězství 4:0 nad Deportivem Santaní. Stal se nejmladším hráčem, který debutoval za Libertad. Během roku 2021 se stal stabilním členem základní sestavy paraguayského klubu, v 30 ligových zápasech vstřelil 6 branek a přidal další 4 asistence. V jarní části sezóny 2022 se prosadil jedenáctkrát ve 14 zápasech a v létě 2022 klub opustil.

### Brighton & Hove Albion
Dne 17. června 2022 přestoupil Enciso do anglického klubu Brighton & Hove Albion za přestupovou částku 9,5 milionu liber a podepsal smlouvu na čtyři roky. V Brightonu debutoval 24. srpna, kdy odehrál 80 minut při venkovním vítězství 3:0 nad Forest Green Rovers v druhém kole EFL Cupu. Enciso debutoval v Premier League 29. října, když v 65. minutě vystřídal Adama Lallanu při domácím vítězství 4:1 nad Chelsea. Svůj první gól v dresu Seagulls vstřelil 4. dubna 2023 při venkovní výhře 2:0 v Bournemouthu. Svůj první gól doma na Falmer Stadium vstřelil 24. května, kdy se mu podařilo dalekonosnou ránou z 25 metrů vyrovnat v zápase proti Manchesteru City, Brighton si díky tomuto gólu zajistil účast v Evropské lize. Tento gól byl vybrán jako Gól sezóny podle BBC a později byl také zvolen Premier League Goal of the Season. Ve své první sezóně v Brightonu vstřelil 4 branky ve 20 ligových utkáních.

## Reprezentační kariéra
Enciso debutoval v paraguayské reprezentaci 14. června 2021 při vítězství 3:1 nad Bolívií na Copa América 2021.